# Deževni človek
Deževni človek (angleško Rain Man) je ameriški komično-dramski film iz leta 1988, ki ga je režiral Barry Levinson po scenariju Barryja Morrowa in Ronalda Bassa. Zgodba prikazuje osornega in sebičnega mladega prodajalca Charlieja Babbitta (Tom Cruise), ki izve da je njegov odtujeni oče umrl in zapustil več milijonov vredno posestvo svojemu drugemu sinu Raymondu (Dustin Hoffman), avtistu s savantizmom, za katerega prej ni bil vedel. Charlieju je zapustil le starinski avtomobil in grme vrtnic. V glavni vlogi nastopa še Valeria Golino kot Charliejevo dekle Susanna. Morrow je ustvaril lik Raymonda po tem, ko je spoznal Kima Peeka, ki je imel savantizem, in po svojem prijatelju Billa Sackterju, o katerem je že bil napisal scenarij za film Bill.
Film je bil premierno prikazan 16. decembra 1988 in postal z več kot 354 milijoni USD prihodkov najdonosnejši film leta. Na 61. podelitvi je bil nominiram za oskarja v osmih kategorijah, osvojil pa štiri, za najboljši film, najboljši izvirni scenarij, najboljšo režiji in najboljšega igralca (Hoffman). Osvojil je tudi zlatega leva na 39. Berlinalu ter zlata globusa za najboljšo filmsko dramo in najboljšega igralca v drami (Hoffman).

## Vloge
- Dustin Hoffman kot Raymond »Ray« Babbitt
- Tom Cruise kot Charles »Charlie« Babbitt
- Valeria Golino kot Susanna
- Jerry Molen kot dr. Bruner
- Ralph Seymour kot Lenny
- Michael D. Roberts kot Vern
- Bonnie Hunt kot Sally Dibbs
- Beth Grant kot mati na kmetiji
- Lucinda Jenney kot Iris
- Barry Levinson kot zdravnik